# Bomba ślepa cementowa 7 kg Ż wz. 31
Bomba ślepa cementowa 7 kg Ż wz. 31 – polska bomba ćwiczebna wagomiaru 7 kg skonstruowana przez Apolinarego Żebrowskiego. Była to udoskonalona wersja bomby ślepej cementowej 6 kg.
Bomba ślepa wz. 31 kg miała kroplowy korpus wykonany z cementu, z zamocowanymi na jednym końcu czterema brzechwami. Przednia cześć korpusu była wykonana z betonu będącego mieszanina jednej trzeciej cementu portlandzkiego z dwiema trzecimi opiłków żelaznych, tylna z betonu powstałego ze zmieszania jednej trzeciej cementu portlandzkiego z dwiema trzecimi piasku rzecznego. Wzdłuż osi bomby biegła rura gazowa o średnicy 1 cala zakończona z tyłu korkiem, a z przodu obsadą zapalnika. Bomba była uzbrajana prostym zapalnikiem uderzeniowym wiatraczkowym za którym znajdował się ładunek prochu czarnego. Na wysokości środka ciężkości bomby znajdowała się metalowa obejma posiadająca rozmieszczone pod kątem 180° uszko i grzybek umożliwiające podwieszenie bomby na wyrzutnikach różnej konstrukcji. W chwili upadku wybuch prochu powodował powstanie obłoku dymu umożliwiającego obserwację miejsca upadku z wysokości do 4000 m.